# Stephan Schäfer (Manager)

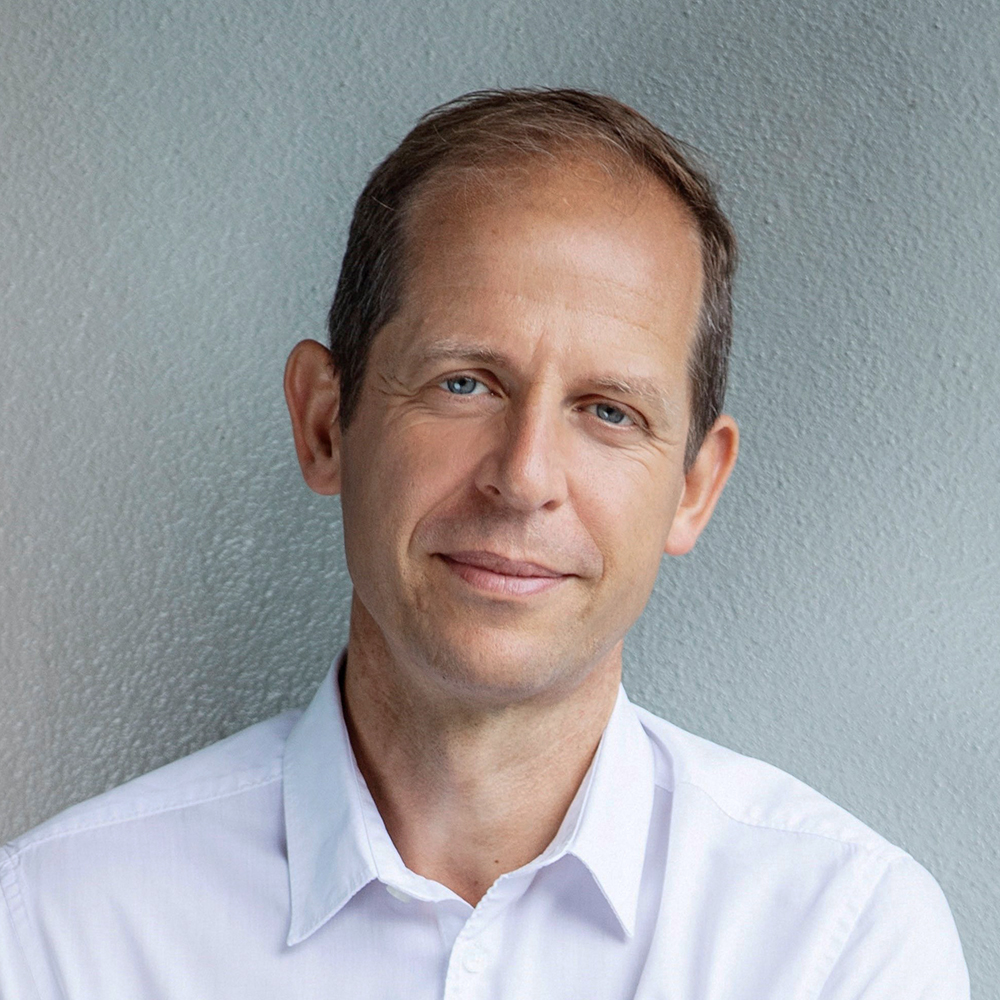
Stephan Schäfer (2019)

Stephan Schäfer (* 21. Mai 1974 in Witten) ist ein deutscher Journalist und Manager. Er war unter anderem Chefredakteur von Brigitte und Schöner Wohnen. 2021 wurde er CEO von Gruner + Jahr und stand bis Mitte 2022 als Co-CEO an der Spitze von RTL Deutschland. Während seiner Amtszeit wurden beide Unternehmen zusammengeführt und das Streaming-Portal RTL+ weiterentwickelt.

## Leben
Schäfer absolvierte die Journalistenschule von Axel Springer in Berlin. 2001 wechselte er zur Bauer Media Group und wurde stellvertretender Chefredakteur der Frauenzeitschrift Maxi, 2004 deren Chefredakteur. 2009 kam Schäfer zu Gruner + Jahr, zunächst als Chefredakteur von Schöner Wohnen. Im weiteren Verlauf seiner Tätigkeit für das Hamburger Verlagshaus übernahm er die Verantwortung für weitere Titel, darunter Brigitte sowie Essen & Trinken.
2013 wurde Schäfer in den Vorstand von Gruner + Jahr berufen und war von 2014 bis 2021 Chief Product Officer des Unternehmens. Unter seiner Führung entwickelte Gruner + Jahr neue Magazine und Geschäftsfelder. Im April 2021 trat Schäfer die Nachfolge von Julia Jäkel als Vorsitzender der Geschäftsführung an.
Ab 2019 gehörte Schäfer auch der Geschäftsführung von RTL Deutschland an. Seit 2022 ist RTL Deutschland die Muttergesellschaft von Gruner + Jahr innerhalb des Bertelsmann-Konzerns. Als Chief Content Officer trug Schäfer zunächst die Gesamtverantwortung für alle Inhalte und Marken. Nach Angaben des Spiegel betrieb er den Weggang des TV-Stars Dieter Bohlen aus dem Format Deutschland sucht den Superstar, weil RTL mehr auf „Familienfernsehen“ setzen wolle.
2021 rückte Schäfer gemeinsam mit Matthias Dang zum CEO von RTL Deutschland auf. Während ihrer Amtszeit wurden RTL Deutschland und Gruner + Jahr zusammengeführt, um das Unternehmen im globalen Wettbewerb zu stärken. Zu diesem Zweck wurde unter anderem RTL+ zu einer gattungsübergreifenden Medienplattform ausgebaut. Schäfer und Dang hatten zuvor bereits die Ad Alliance als größten deutschen Werbevermarkter aufgebaut.
2022 schied Schäfer als Co-CEO von RTL Deutschland aus. Den Vorsitz der Geschäftsführung von RTL Deutschland übernahm Thomas Rabe, Vorstandsvorsitzender von Bertelsmann und CEO der RTL Group.
Nach seiner Tätigkeit bei RTL Deutschland schrieb Schäfer einen ersten Roman: 25 letzte Sommer (erschienen im März 2024, Verlag Park x Ullstein).

## Auszeichnungen
- 2011: „Kress Kopf des Jahres“[17]